# 1996年アトランタオリンピックのサッカー競技
1996年アトランタオリンピックのサッカー競技（1996ねんアトランタオリンピックのサッカーきょうぎ）は、男子競技が7月20日に開幕、8月3日に決勝戦が行われ、ナイジェリアが金メダルを獲得した。女子競技は7月21日に開幕、8月1日に決勝戦が行われ、アメリカ合衆国が金メダルを獲得した。
この大会は女子競技が正式種目に採用された最初の大会である。

## 概要
試合はアトランタ他、アラバマ州バーミングハム、ワシントンD.C.、フロリダ州オーランド、マイアミの5会場で実施された。
大会は今大会から実施された女子競技ではアメリカ合衆国が前評判通りの活躍を見せる一方で、男子競技では優勝候補の筆頭であったブラジルがグループリーグ第1戦の日本戦に敗れる（マイアミの奇跡）波乱含みのスタートとなり、その後準決勝では、グループリーグで破ったナイジェリアに延長戦の末敗れ結果銅メダルに終わった。
一方で準決勝でブラジルを破ったナイジェリアは、決勝のアルゼンチン戦にも快勝し、オリンピックにおけるサッカー競技としてはヨーロッパ、南アメリカ以外からの初となる金メダルを獲得し注目を集めた。
この大会は、スター選手を出場させたいIOCの思惑から、オーバーエイジ制度が導入された初めての大会であり、この枠を活用する強豪国も目立った。主なオーバーエイジ選手としては、ディエゴ・シメオネ（アルゼンチン）、ジャンルカ・パリュウカ（イタリア）、ベベット、リバウド、アウダイール（以上ブラジル）らがいる。
また、23歳以下の選手では、ロベルト・アジャラ、ハビエル・サネッティ、エルナン・クレスポ、アリエル・オルテガ、クラウディオ・ロペス（以上アルゼンチン）、ラウル・ゴンサレス、ガイスカ・メンディエタ、フェルナンド・モリエンテス（以上スペイン）、ロベール・ピレス、クロード・マケレレ、パトリック・ヴィエラ、シルヴァン・ヴィルトール（以上フランス）、マーク・ビドゥカ（オーストラリア）、崔龍洙、尹晶煥（以上韓国）、サミュエル・クフォー（ガーナ）、アレッサンドロ・ネスタ、ファビオ・カンナバーロ、ジャンルイジ・ブッフォン（以上イタリア）、中田英寿、川口能活、松田直樹（以上日本）、ロナウド、ロベルト・カルロス、ジュニーニョ・パウリスタ、ジーダ（以上ブラジル）、ヌワンコ・カヌ（ナイジェリア）など、その後のサッカー界のスターダムに昇る選手が多数参加していた。

### 会場一覧
試合は5つのスタジアムで開催された。
| オーランド         | マイアミ                 | バーミングハム |
| ------------------ | ------------------------ | --- |
| シトラス・ボウル   | オレンジボウル           | リージョン・フィールド |
| 収容人数: 65,438人 | 収容人数: 74,476人       | 収容人数: 71,594人 |
|                    | 20 August 2006           | |
| ワシントンD.C.     | アセンズ                 | シトラス・ボウルオレンジボウルリージョン・フィールドRFKスタジアムサンフォード・スタジアム1996年アトランタオリンピックのサッカー競技 (アメリカ合衆国) |
| RFKスタジアム      | サンフォード・スタジアム | シトラス・ボウルオレンジボウルリージョン・フィールドRFKスタジアムサンフォード・スタジアム1996年アトランタオリンピックのサッカー競技 (アメリカ合衆国) |
| 収容人数: 56,692人 | 収容人数: 86,117人       | シトラス・ボウルオレンジボウルリージョン・フィールドRFKスタジアムサンフォード・スタジアム1996年アトランタオリンピックのサッカー競技 (アメリカ合衆国) |
|                    |                          | シトラス・ボウルオレンジボウルリージョン・フィールドRFKスタジアムサンフォード・スタジアム1996年アトランタオリンピックのサッカー競技 (アメリカ合衆国) |

## 各国メダル数
| 順 | 国・地域       | 金 | 銀 | 銅 | 計 |
| -- | -------------- | -- | -- | -- | -- |
| 1  | ナイジェリア   | 1  | 0  | 0  | 1  |
| 1  | アメリカ合衆国 | 1  | 0  | 0  | 1  |
| 3  | アルゼンチン   | 0  | 1  | 0  | 1  |
| 3  | 中国           | 0  | 1  | 0  | 1  |
| 5  | ブラジル       | 0  | 0  | 1  | 1  |
| 5  | ノルウェー     | 0  | 0  | 1  | 1  |